# Kodala
Kodala é uma cidade no distrito de Ganjam, no estado indiano de Orissa.

## Geografia
Kodala está localizada a 19° 38′ N, 84° 57′ L. Tem uma altitude média de 17 metros (52 pés).

## Demografia
Segundo o censo de 2001, Kodala tinha uma população de 12,341 habitantes. Os indivíduos do sexo masculino constituem 50% da população e os do sexo feminino 50%. Kodala tem uma taxa de literacia de 54%, inferior à média nacional de 59.5%: a literacia no sexo masculino é de 66% e no sexo feminino é de 42%. Em Kodala, 15% da população está abaixo dos 6 anos de idade.